# Lycoperdon asperrimum
Lycoperdon asperrimum är en svampart som beskrevs av Welw. & Curr. 1870. Lycoperdon asperrimum ingår i släktet Lycoperdon och familjen Agaricaceae.   Inga underarter finns listade i Catalogue of Life.